# Cynosurus cristatus

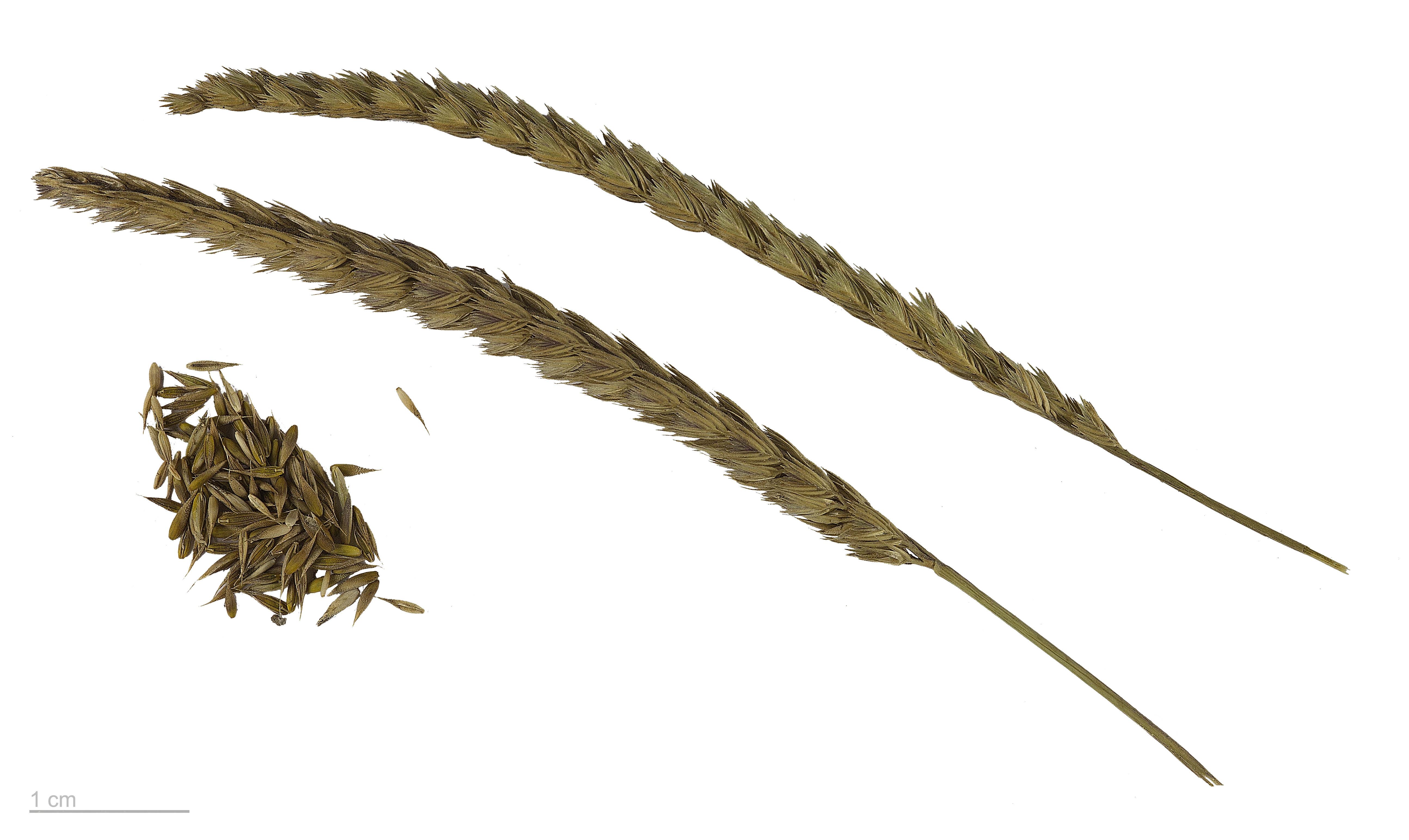
Cynosurus cristatus

La cola de perro (Cynosurus cristatus) es una especie de plantas de la familia de las poáceas. Es originaria de Eurasia.

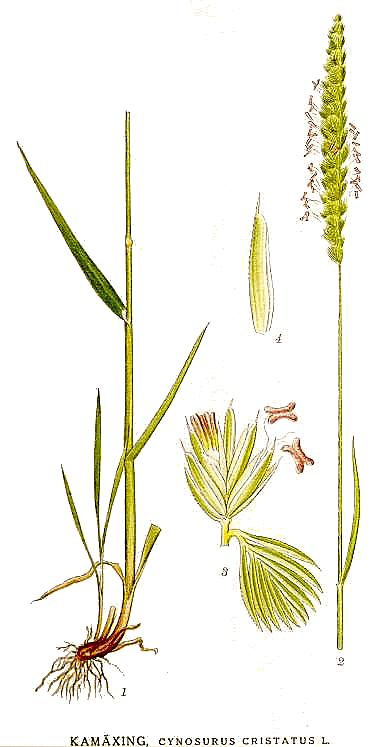
Ilustración

## Descripción
Es una planta herbácea vivaz, de tallo erguido, que alcanza los 80 cm de altura.
Hojas estrechas de (2-3 mm), brillantes por el haz y mates por el envés, con lígula corta y truncada. La inflorescencia en panícula espiciforme, alargada, unilateral y densa. Raquis plano en un sentido y en zigzag en el sentido contrario. Espiguillas dimorfas; las fértiles con 3-7 flores. Glumas más cortas que las flores. La inferior provista de una arista más corta que ella.
Florece avanzada la primavera y durante parte del verano.

## Hábitat
Se encuentra sobre todo en prados de siega y pastos mesófilos, pero también en claros y orlas de bosque, márgenes de arroyos, etc.

## Distribución
Tiene una distribución eurosiberiana y mediterránea.

## Usos y propiedades
Es comestible utilizada como producto alimenticio. 

## Taxonomía
Cynosurus cristatus fue descrito por Carlos Linneo y publicado en Species Plantarum 1: 72. 1753.
Etimología
Cynosurus: nombre genérico que deriva de las palabras griegas κυνός kynos, "perro" y de ουρά oura, "cola", refiriéndose a la  forma de la panícula.
cristatus: epíteto latino que significa "crespado, con moño".
Citología
Número de cromosomas de Cynosurus cristatus (Fam. Gramineae) y táxones infraespecíficos:  2n=14
Sinonimia
- Phleum cristatum (L.) Scop.[2]
- Cynosurus neglectus Opiz
- Cynosurus neglectus f. tenuis Opiz
- Cynosurus spiralis Lojac[6][7]